# Кэвэна, Пол
Пол Кэвэна (англ. Paul Cavanagh, имя при рождении Уильям Григс Аткинсон (англ. William Grigs Atkinson; 8 декабря 1888 года — 15 марта 1964 года) — британский актёр, известный своими работами театре и кино США в 1920—1950-е годы.
За время своей карьеры Кэвэна сыграл в таких фильмах, как «Тарзан и его подруга» (1934), «Трудный путь» (1943), «Шерлок Холмс: Багровый коготь» (1944), «Шерлок Холмс и замок ужаса» (1945), «Юмореска» (1946), «Вердикт» (1946), «Мадам Бовари» (1949), «Пустынный лис» (1951), «Дом восковых фигур» (1953) и «Великолепная одержимость» (1954).

## Ранние годы жизни и начало актёрской карьеры
Пол Кэвэна родился 8 декабря 1888 года в Феллинге в графстве Дарем недалеко от Ньюкасла, Великобритания, его имя при рождении — Уильям Григс Аткинсон. По другим сведениям, он родился в Чизлхёрсте, Кент (ныне Бромли, Лондон), Великобритания, и его имя при рождении — Пол Майкл Кэвэна (англ.  Paul Michael Cavanagh).
После окончания средней школы в Ньюкасле он учился в Эммануил-колледже Кембриджского университета, получив степень магистра в области права. Получив образование, Кэвэна уехал в Западную Канаду, где девять месяцев прослужил в Королевской конной полиции, а затем был адвокатом в Эдмонтоне.
В 1926 году, по информации обозревателя Гаррисона Кэрролла из The Bristol Daily Courier, Кэвэна проиграл в Монте-Карло все свои деньги (22 тысячи долларов), после чего решил не возвращаться в Канаду, а отправился в Лондон, где довольно быстро стал актёром, получив благодаря своему канадскому произношению роль в американской пьесе «За рекламу платят». В 1928 году он сыграл в британских мелодрамах «Два маленьких барабанщика» (1928) и «Теша» (1928) с Марией Кордой в главной роли.
В 1929 году он дебютировал на Бродвейской сцене, сыграв главную роль в спектакле «Скотленд-Ярд». Позднее он вновь играл на Бродвее, заменив выбывшего актёра в роли князя Михаила в спектакле «Товарищ» (1937).

## Карьера в кинематографе
Приобретя богатый опыт актёрской работы в Лондоне и в США, в 1929 году Кэвэна отправился в Голливуд, где его кинокарьера в итоге охватит чуть более трёх десятилетий. В 1929 году он подписал контракт со студией Paramount. Однако за первые 6 месяцев работы на студии он лишь дважды сыграл в аренде на студиях Metro-Goldwyn-Mayer и Universal Pictures. В конце концов, за 18 месяцев до истечения срока контракта Кэвэна, попросил студию освободить его, после чего стал фрилансером.
Став независимым актёром, Кэвэна разу же получил роль в романтической комедии «Неприятностей не оберёшься» (1930) с Рональдом Колманом и Лореттой Янг, вслед за этим сыграв в романтической комедии «Ворчун» (1930), вестерне Уильяма Уайлера «Буря» (1930), военной мелодраме с Уолтером Хьюстоном и Кей Фрэнсис «Добродетельный грех» (1930), мелодраме «Строго необычно» (1930), военной мелодраме «Рождённый любить» (1931) с Констанс Беннетт и Джоэлом Маккри, вестерне Сесиля Де Милля «Муж индианки» (1931) и мелодраме с Кей Фрэнсис «Грехопадение» (1931). Вскоре последовали роли в мелодрамах «Билль о разводе» (1932) с участием Кэтрин Хепберн и Джона Бэрримора и «Катастрофа» (1932) с Рут Чаттертон и Джорджем Брентом, а в 1933 году Кэвэна появился в криминальный фильмах «Дело об убийстве в питомнике» (1933) с Уильямом Пауэллом и Мэри Астор и «Грех Норы Моран» (1932), а также в романтической комедии «Эта ночь наша» (1933) с Клодетт Кольбер и Фредериком Марчем.
В 1934 году в приключенческом экшне «Тарзан и его подруга» (1934) с участием Джонни Вайсмюллера и Морин О’Салливан он сыграл «подлого мерзавца Мартина Арлингтона», который «готов пойти на всё ради пары сотен слоновьих бивней». У Кэвэны была также роль очаровательного мошенника в криминальной мелодраме «Печально известная Софи Лэнг» (1934). Следующими заметными фильмами актёра стали комедия «Поездка в город» (1935), где он сыграл главную мужскую роль в паре с Мэй Вест, а также романтическая комедия «Роскошь» (1935) с Мириам Хопкинс, где у него была вторая главная роль. После главной роли в криминальной мелодраме «Чарли-Шампанское» (1936) свою следующую значимую роль Кэвэна сыграл лишь в 1939 году в криминальной мелодраме «В рамках закона» (1939) с Рут Хасси, где он сыграл члена банды грабителей, после чего у него была роль второго плана в романтической мелодраме «Я возьму эту женщину» (1940) со Спенсером Трейси и Хэди Ламарр.
В 1941 году Кэвэна сыграл в романтической комедии «Мейзи была леди» (1941) с Энн Сотерн и Лью Эйрсом и детективе «Дело чёрного попугая» (1941), в 1942 году у него были роли в военных мелодрамах «Капитаны облаков» (1942) и «Эскадрилья «Орёл»» (1942), а в 1943 году наиболее значимым фильмом актёра стал мюзикл с Айдой Лупино «Трудный путь» (1943). В 1944—1945 годах Кэвэна сыграл в трёх детективах про Шерлока Холмса «Шерлок Холмс: Багровый коготь» (1944), «Женщина в зелёном» (1945) и «Шерлок Холмс и замок ужаса» (1945), в которых роль знаменитого сыщика сыграл Бэзил Рэтбоун.
По мнению ряда кинокритиков, «лучше всего Кэвэне удалась роль учтивого немолодого мужа Джоан Кроуфорд в блестящем фильме „Юмореска“ (1946), где он стоически переносит выходки своей невротички-жены». Среди других заметных картин Кэвэны 1946 года — музыкальный байопик «Ночь и день» (1946) с Кэри Грантом и Алексис Смит, а также фильм нуар «Вердикт» (1946), где он сыграл либерального политика, которого приговаривают к смертной казни за убийство, которого он не совершал. В 1947 году Кэвэна сыграл небольшие роли ещё в трёх фильмах нуар — «Обесчещенная леди» (1947) с Хэди Ламарр, «Тайна за дверью» (1947) с Джоан Беннетт и «Айви» (1947) с Джоан Фонтейн.
В последующие годы Кэвэна сыграл в таких фильмах, как комедия «Ты должна быть счастлива» (1948) с Джеймсом Стюартом и Джоан Фонтейн, историческая мелодрама «Мадам Бовари» (1949) с Дженнифер Джонс, мелодрама с Эллой Рейнс «Второе лицо» (1950), военная драма с Джеймсом Мейсоном «Пустынный лис» (1951), фильм нуар «Голливудская история» (1951) с Ричардом Конте, а также фильм ужасов «Загадочная дверь» (1951) с Чарльзом Лоутоном и Борисом Карлоффом.
В 1952—1954 годах последовали историческая мелодрама «Плимутское приключение» (1952) со Спенсером Трейси и Джин Тирни, фильм ужасов «Дом восковых фигур» (1953) с Винсентом Прайсом, приключенческий экшн «Песчаные крысы» (1953) с Ричардом Бартоном и Джеймсом Мейсоном, вестерн с Тайроном Пауэром «Игрок с Миссисипи» (1953), военный экшн «Рейд» (1954), приключенческая комедия «Великая ночь Казановы" (1954) с Бобом Хоупом и детективная комедия с Джеймсом Мейсоном «Шарада» (1954).
Позднее он сыграл в исторических фильмах «Алый жакет» (1955) с Корнелом Уайлдом, «Лиловая маска» (1955) с Тони Кёртисом, «Король и вор» (1955) с Энн Блит и «Диана» (1956) с Ланой Тёрнер. Другими заметными фильмами Кэвэны в конце 1950-х годов стали мелодрама «Интерюдия» (1957) с Джун Эллисон, фантастическая криминальная мелодрама «Дьяволица» (1957) с Мари Бланчард и фильм ужасов «Четыре черепа Джонатана Дрейка» (1959), который стал его последней работой в кино.

## Карьера на телевидении
В период с 1950 по 1960 год Кэвэна сыграл гостевые роли в 72 эпизодах 48 различных телесериалов, среди которых «Космический патруль» (1950—1955, 7 эпизодов), «Отряд по борьбе с преступностью» (1951), «Мистер и миссис Норт» (1952), «Бостонский Блэки» (1952), «Приключения Сокола» (1954), «Городской детектив» (1954—1955, 2 эпизода), «Письмо к Лоретте» (1955), «Миллионер» (1955), «Джим из джунглей» (1955—1956, 8 эпизодов), «Лесси» (1956), «Перри Мейсон» (1957—1959, 2 эпизода), «Приключения Супермена» (1958), «Диснейленд» (1959) и «Есть оружие — будут путешествия» (1960)

## Актёрское амплуа и оценка творчества
Как пишет историк кино Хэл Эриксон, «элегантный, с тщательно подстриженными усами», Кэвэна «играл не падающих духом британцев в ролях второго плана, часто был злодеем из общества, благородным обманываемым мужем или военным чиновником». По словам И. С. Мовиса, он «стал воплощением обходительного, хорошо одетого англичанина». Эриксон отмечает, что на протяжении своей актёрской карьеры «Кэвэна пользовался спросом как на больших студиях, так и на независимых кинокомпаниях бедного ряда».

## Личная жизнь
В 1914 году в период пребывания в Канаде Кэвэна женился в первый раз, и этот брак продлился до 1922 года. В 1946 году Кэвэна женился на Кэтрин Лэйфилд Люн, с которой прожил до своей смерти. У парыбыл один ребёнок, дочь Джоан Кэтрин Маргарет, которая родилась в 1954 году.

## Смерть
Пол Кэвэвна умер 15 марта 1964 года в Лондоне от сердечного приступа. Ему было 75 лет.

## Фильмография
| Год        |   | Русское название                      | Оригинальное название                  | Роль                                                     |
| ---------- | - | ------------------------------------- | -------------------------------------- | -------------------------------------------------------- |
| 1928       | ф | Теша                                  | Tesha                                  | Линейн                                                   |
| 1928       | ф | Два маленьких барабанщика             | Two Little Drummer Boys                | капитан Даррелл                                          |
| 1929       | ф | Сбежавшая принцесса                   | The Runaway Princess                   | принц Савонии                                            |
| 1930       | ф | Строго необычно                       | Strictly Unconventional                | Тед                                                      |
| 1930       | ф | Ворчун                                | Grumpy                                 | Чемберлен Джарвис                                        |
| 1930       | ф | Буря                                  | The Storm                              | Дейв Стюарт                                              |
| 1930       | ф | Добродетельный грех                   | The Virtuous Sin                       | капитан Орлофф                                           |
| 1930       | ф | Неприятностей не оберёшься            | The Devil to Pay!                      | великий князь Павел                                      |
| 1931       | ф | Неверная                              | Unfaithful                             | Рональд Киллкерри                                        |
| 1931       | ф | Рождённый любить                      | Born to Love                           | сэр Уилфрид Дрейк                                        |
| 1931       | ф | Прощай навсегда                       | Always Goodbye                         | Реджинальд Армстронг, он же Морган                       |
| 1931       | ф | Грехопадение                          | Transgression                          | Роберт Мори                                              |
| 1931       | ф | Муж индианки                          | The Squaw Man                          | Генри, эрл Керхилл                                       |
| 1931       | ф | Разбитое сердце                       | Heartbreak                             | капитан Вольке                                           |
| 1932       | ф | Лотерея дьявола                       | Devil's Lottery                        | майор Хьюго Бересфорд                                    |
| 1932       | ф | Билль о разводе                       | A Bill of Divorcement                  | Грей                                                     |
| 1932       | ф | Катастрофа                            | The Crash                              | Ронни Сандерсон                                          |
| 1933       | ф | Эта ночь наша                         | Tonight Is Ours                        | принц Кери из Залгара                                    |
| 1933       | ф | Занавес в восемь                      | Curtain at Eight                       | Уайли Торнтон, актёр                                     |
| 1933       | ф | Дело об убийстве в питомнике          | The Kennel Murder Case                 | сэр Томас Макдональд                                     |
| 1933       | ф | Грех Норы Моран                       | The Sin of Nora Moran                  | губернатор Дик Кроуфорд                                  |
| 1934       | ф | Неопределённая леди                   | Uncertain Lady                         | Брюс Кинг                                                |
| 1934       | ф | Тарзан и его подруга                  | Tarzan and His Mate                    | Мартин Арлингтон                                         |
| 1934       | ф | Снимай работу                         | Shoot the Works                        | Алвин Ритчи                                              |
| 1934       | ф | Печально известная Софи Лэнг          | The Notorious Sophie Lang              | Макс Бернард / сэр Найджел Крейн                         |
| 1934       | ф | Одно увлекательное приключение        | One Exciting Adventure                 | Лавассор                                                 |
| 1934       | ф | Угроза                                | Menace                                 | полковник Леонард Криси                                  |
| 1935       | ф | Поездка в город                       | Goin' to Town                          | Эдвард Каррингтон                                        |
| 1935       | ф | Эскапада                              | Escapade                               |                                                          |
| 1935       | ф | Без сожаления                         | Without Regret                         | Роберт Годфри                                            |
| 1935       | ф | Гром в ночи                           | Thunder in the Night                   | граф Питер Элвинчи                                       |
| 1935       | ф | Роскошь                               | Splendor                               | Мартин Диринг                                            |
| 1936       | ф | Чарли-Шампанское                      | Champagne Charlie                      | Чарли Кортленд                                           |
| 1936       | ф | Преступление над Лондоном             | Crime Over London                      | инспектор Гэри                                           |
| 1937       | ф | Кафе «Колетт»                         | Cafe Colette                           | Райан                                                    |
| 1937       | ф | Роман во Фландрии                     | A Romance in Flanders                  | Джон Морли                                               |
| 1939       | ф | В рамках закона                       | Within the Law                         | Эдди-англичанин                                          |
| 1939       | ф | Щенок                                 | The Under-Pup                          | мистер Франклин Купер                                    |
| 1939       | ф | Рино                                  | Reno                                   | Джон Р. Бэнтон                                           |
| 1940       | ф | Я возьму эту женщину                  | I Take This Woman                      | Билл Роджерс                                             |
| 1941       | ф | Дело чёрного попугая                  | The Case of the Black Parrot           | Макс Арманд                                              |
| 1941       | ф | Мэйзи была леди                       | Maisie Was a Lady                      | «Кэп» Роулстон                                           |
| 1941       | ф | Тени на лестнице                      | Shadows on the Stairs                  | Джозеф «Джо» Рейнольдс                                   |
| 1941       | ф | Проход из Гонконга                    | Passage from Hong Kong                 | капитан Дункан Манил-Фрейзер                             |
| 1942       | ф | Капитаны облаков                      | Captains of the Clouds                 | капитан группы                                           |
| 1942       | ф | Странное дело доктора Rx              | The Strange Case of Doctor Rx          | Джон Криспин                                             |
| 1942       | ф | Тихоокеанские свидания                | Pacific Rendezvous                     | командор Чарльз Бреннан                                  |
| 1942       | ф | Эскадрилья «Орёл»                     | Eagle Squadron                         | сэр Джеймс Патридж                                       |
| 1943       | ф | Трудный путь                          | The Hard Way                           | Джон «Джек» Шэгрю                                        |
| 1943       | ф | Человек-горилла                       | The Gorilla Man                        | доктор Дорн                                              |
| 1943       | ф | Приключение в Ираке                   | Adventure in Iraq                      | шейх Ахмид Бел Нор                                       |
| 1944       | ф | Шерлок Холмс: Багровый коготь         | The Scarlet Claw                       | Нор                                                      |
| 1944       | ф | Мейзи едет в Рено                     | Maisie Goes to Reno                    | Роджер Пелхем                                            |
| 1944       | ф | Брак – это частное дело               | Marriage Is a Private Affair           | мистер Селворт                                           |
| 1945       | ф | Флот этого человека                   | This Man's Navy                        | сэр Энтони Тивалл                                        |
| 1945       | ф | Человек с улицы Полумесяца            | The Man in Half Moon Street            | доктор Генри Латимер                                     |
| 1945       | ф | Шерлок Холмс и замок ужаса            | The House of Fear                      | Саймон Мерривейл                                         |
| 1945       | ф | Женщина в зелёном                     | The Woman in Green                     | Фенвик                                                   |
| 1945       | ф | Клуб «Гавана»                         | Club Havana                            | Роджерс                                                  |
| 1946       | ф | Ночь в раю                            | Night in Paradise                      | Клеоменес                                                |
| 1946       | ф | Ночь и день                           | Night and Day                          | Барт Маклелланд                                          |
| 1946       | ф | Вердикт                               | The Verdict                            | Клайв Расселл                                            |
| 1946       | ф | Требуется жена                        | Wife Wanted                            | Джеффри Колдвелл                                         |
| 1946       | ф | Юмореска                              | Humoresque                             | Виктор Райт                                              |
| 1947       | ф | Обесчещенная леди                     | Dishonored Lady                        | Виктор Крэниш                                            |
| 1947       | ф | Тайна за дверью                       | Secret Beyond the Door                 | Рик Барретт                                              |
| 1947       | ф | Айви                                  | Ivy                                    | доктор Бервик (в титрах не указан)                       |
| 1948       | ф | Чёрная стрела                         | The Black Arrow                        | сэр Дон Сэдли                                            |
| 1948       | ф | История Бейба Рута                    | The Babe Ruth Story                    | доктор Мензис                                            |
| 1948       | ф | Ты останешься счастливой              | You Gotta Stay Happy                   | доктор Блачер                                            |
| 1949       | ф | Мадам Бовари                          | Madame Bovary                          | маркиз д'Андервилье                                      |
| 1950       | ф | Тропа ирокезов                        | The Iroquois Trail                     | полковник Эрик Торн                                      |
| 1950       | ф | Месть Робин Гуда                      | Rogues of Sherwood Forest              | сэр Джайлс                                               |
| 1950       | ф | Угон                                  | Hi-Jacked                              | Хаген                                                    |
| 1950       | ф | Хит-парад 1951 года                   | Hit Parade of 1951                     | Томпсон «Два-к-одному»                                   |
| 1950       | ф | Второе лицо                           | The Second Face                        | Тодд Уильямс                                             |
| 1950       | с | Театр «Магнавокс»                     | The Magnavox Theater                   | кардинал Ришельё (2 эпизода)                             |
| 1950— 1957 | с | Космический патруль                   | Space Patrol                           | полковник Хендерсон / генеральный секретарь (7 эпизодов) |
| 1951       | ф | Сын доктора Джекилла                  | The Son of Dr. Jekyll                  | инспектор Стоддард                                       |
| 1951       | ф | История Робин Гуда                    | Tales of Robin Hood                    | сэр Ри де Клерман                                        |
| 1951       | ф | Голливудская история                  | Hollywood Story                        | Роланд Пол                                               |
| 1951       | ф | Всё, что у меня есть                  | All That I Have                        | доктор Джеймс Брейди                                     |
| 1951       | ф | Невеста гориллы                       | Bride of the Gorilla                   | Клаас Ван Гелдер                                         |
| 1951       | ф | Загадочная дверь                      | The Strange Door                       | Эдмонд де Малетруа                                       |
| 1951       | ф | Разбойник                             | The Highwayman                         | (в титрах не указан)                                     |
| 1951       | ф | Пустынный лис                         | The Desert Fox: The Story of Rommel    | подполковник Сизар фон Хофакер (в титрах не указан)      |
| 1951       | с | Отряд по борьбе с рэкетом             | Racket Squad                           | Харрингтон (1 эпизод)                                    |
| 1951       | с | Детектив на первую полосу             | Front Page Detective                   | разные роли (2 эпизода)                                  |
| 1952       | ф | Золотой ястреб                        | The Golden Hawk                        | Джереми Смитерс                                          |
| 1952       | ф | Плимутское приключение                | Plymouth Adventure                     | губернатор Джон Карвер (в титрах не указан)              |
| 1952       | с | Бостонский Блэки                      | Boston Blackie                         | Уилтон Баркли (1 (эпизод)                                |
| 1952       | с | Рикошет                               | Rebound                                | (1 эпизод)                                               |
| 1952       | с | Мистер и миссис Норт                  | Mr. & Mrs. North                       | Эшли Локвуд (1 эпизод)                                   |
| 1952       | с | Театр «Шеврон»                        | Chevron Theatre                        | (1 эпизод)                                               |
| 1953       | ф | Игрок из Миссисипи                    | The Mississippi Gambler                | Эдмон Дюро                                               |
| 1953       | ф | Дом восковых фигур                    | House of Wax                           | Сидни Уоллес                                             |
| 1953       | ф | Зловещий порт                         | Port Sinister                          | Джон Колвак                                              |
| 1953       | ф | Пламя Калькутты                       | Flame of Calcutta                      | лорд Роберт Клайв                                        |
| 1953       | ф | Настоящий американец                  | The All American                       | профессор Карл Беннинг                                   |
| 1953       | ф | Шарада                                | Charade                                | полковник Хейслер                                        |
| 1953       | ф | Бандиты Корсики                       | The Bandits of Corsica                 | Дианза                                                   |
| 1953       | ф | Пустынные крысы                       | The Desert Rats                        | полковник (в титрах не указан)                           |
| 1953       | с | Альбом ABC                            | ABC Album                              | мистер Страйвер (1 эпизод)                               |
| 1954       | ф | Железная перчатка                     | The Iron Glove                         | Кэвенли, советник принца Джеймса                         |
| 1954       | ф | Великая ночь Казановы                 | Casanova's Big Night                   | синьор Альберто Ди Габетта                               |
| 1954       | ф | Великолепная одержимость              | Magnificent Obsession                  | доктор Жиро                                              |
| 1954       | ф | Закон против Билли Кида               | The Law vs. Billy the Kid              | Джон Х. Танстолл                                         |
| 1954       | ф | Рейд                                  | The Raid                               | полковник Такер                                          |
| 1954       | ф | Патруль в Хайбере                     | Khyber Patrol                          | бригадный генерал Мелвилл                                |
| 1954       | с | Театр звёзд «Шлитц»                   | Schlitz Playhouse of Stars             | (1 эпизод)                                               |
| 1954       | с | Театр «Пепси-Колы»                    | The Pepsi-Cola Playhouse               | (1 эпизод)                                               |
| 1954       | с | История Джо Палуки                    | The Joe Palooka Story                  | мистер Этвуд (1 эпизод)                                  |
| 1954       | с | Одинокий волк                         | The Lone Wolf                          | Джуниус Дин (1 эпизод)                                   |
| 1954       | с | Приключения Сокола                    | Adventures of the Falcon               | Роберт Воэн (1 эпизод)                                   |
| 1954 —1955 | с | Городской детектив                    | City Detective                         | разные роли (2 эпизода)                                  |
| 1954—1957  | с | Декабрьская невеста                   | December Bride                         | разные роли (2 эпизода)                                  |
| 1955       | ф | Блудный сын                           | The Prodigal                           | Тобиа                                                    |
| 1955       | ф | Лиловая маска                         | The Purple Mask                        | Дюк де Лятур                                             |
| 1955       | ф | Алый жакет                            | The Scarlet Coat                       | сэр Генри Клинтон                                        |
| 1955       | ф | Король и вор                          | The King's Thief                       | сэр Эдвард Скотт                                         |
| 1955       | с | Кульминация                           | Climax!                                | (1 эпизод)                                               |
| 1955       | с | Миллионер                             | The Millionaire                        | Дин Косгроув (1 эпизод)                                  |
| 1955       | с | Уилли                                 | Willy                                  | Джонатан Каткарт (1 эпизод)                              |
| 1955—1956  | с | Джим из джунглей                      | Jungle Jim                             | комиссар Моррисон (8 эпизодов)                           |
| 1955       | с | Театр четырёх звёзд                   | Four Star Playhouse                    | Бертан (1 эпизод)                                        |
| 1955       | с | Письмо к Лоретте                      | Letter to Loretta                      | Оуэн Вейл (1 эпизод)                                     |
| 1955       | с | Видеотеатр «Люкс»                     | Lux Video Theatre                      | доктор Форбишер (1 эпизод)                               |
| 1955—1956  | с | «Ридерс Джайджест» на ТВ              | TV Reader's Digest                     | разные роли (5 эпизодов)                                 |
| 1955— 1957 | с | Банда Энди                            | Andy's Gang                            | (2 эпизода)                                              |
| 1956       | ф | Диана                                 | Diane                                  | лорд Боннивет                                            |
| 1956       | ф | Белокурая наживка                     | Blonde Bait                            | инспектор Д.Н. Хеджес                                    |
| 1956       | ф | Фрэнсис в доме с приведениями         | Francis in the Haunted House           | Нил Фрейзер                                              |
| 1956       | ф | Женщины без мужчин                    | Women Without Men                      | инспектор Д.Н. Хеджес (в титрах не указан)               |
| 1956       | с | Шоу Джорджа Бернса и Грейси Аллен     | The George Burns and Gracie Allen Show | мистер Реймонд Кёртис (1 эпизод)                         |
| 1956       | с | Лесси                                 | Lassie                                 | доктор Элвуд Мейсон (1 эпизод)                           |
| 1956       | с | Перекрёстки                           | Crossroads                             | (1 (эпизод)                                              |
| 1956       | с | Дневной спектакль                     | Matinee Theatre                        | (1 эпизод)                                               |
| 1956       | с | Эй, Джинни!                           | Hey, Jeannie!                          | Уилсон (1 эпизод)                                        |
| 1956       | с | Граф Монте-Кристо                     | The Count of Monte Cristo              | разные роли (2 эпизода)                                  |
| 1956       | с | Летняя программа «Дженерал Электрик»  | General Electric Summer Originals      | (1 эпизод)                                               |
| 1957       | ф | Человек, который превратился в камень | The Man Who Turned to Stone            | Купер                                                    |
| 1957       | ф | Бог – мой партнёр                     | God Is My Partner                      | доктор Джеймс Брейди                                     |
| 1957       | ф | Дьяволица                             | She Devil                              | Шугар Дэдди                                              |
| 1957       | ф | Интерлюдия                            | Interlude                              | доктор Эшли (в титрах не указан)                         |
| 1957       | с | Свидание с ангелами                   | Date with the Angels                   | Гарри ван Норман (1 эпизод)                              |
| 1957       | с | Приключения Джона Боуи                | The Adventures of Jim Bowie            | Джон Эндрюс (1 эпизод)                                   |
| 1957       | с | Сержант Престон из Юкона              | Sergeant Preston of the Yukon          | сэр Филип Нортрап (1 эпизод)                             |
| 1957       | с | Телевизионный театр «Форда»           | The Ford Television Theatre            | (1 эпизод)                                               |
| 1957—1959  | с | Перри Мейсон                          | Perry Mason                            | разные роли (2 эпизода)                                  |
| 1958       | ф | В деньгах                             | In the Money                           | инспектор Хергерт Сондерс                                |
| 1958       | с | Приключения Супермена                 | Adventures of Superman                 | Делберт Картер (1 эпизод)                                |
| 1958       | с | Дорожный патруль                      | Highway Patrol                         | судья Кроссон (1 эпизод)                                 |
| 1958       | с | Руководство портом                    | Harbor Command                         | Отис Формен (1 эпизод)                                   |
| 1958       | с | Паника                                | Panic!                                 | доктор Кит (1 эпизод)                                    |
| 1958       | с | Территория Тумстон                    | Tombstone Territory                    | банкир Рэклин (1 эпизод)                                 |
| 1958       | с | Мишень                                | Target                                 | (1 эпизод)                                               |
| 1958       | с | Северо-западный проход                | Northwest Passage                      | полковник Джордж Клейтон(1 эпизод)                       |
| 1959       | ф | Четыре черепа Джонатана Дрейка        | The Four Skulls of Jonathan Drake      | Кеннет Дрейк                                             |
| 1959       | ф | Поколение битников                    | The Beat Generation                    | Уилл Белмонт, отец Стэна (в титрах не указан)            |
| 1959       | с | Пограничный патруль                   | Border Patrol                          | доктор Милнер (1 эпизод)                                 |
| 1959       | с | Диснейленд                            | Disneyland                             | губернатор Ратлидж (1 (эпизод, в титрах не указан)       |
| 1960       | с | Есть оружие – будут путешествия       | Have Gun - Will Travel                 | Уиндром (1 (эпизод)                                      |